# عروس لريب فان وينكل
عروس لريب فان وينكل (باليابانية: リップヴァンウィンクルの花嫁) فيلم دراما ياباني من سيناريو واخراج شونجي إيواي. مقتبس من رواية تحمل نفس الاسم.